# Вайслинген
Вайслинген (нем. Weisslingen) — коммуна в Швейцарии, в кантоне Цюрих.
Входит в состав округа Пфеффикон. Население составляет 3105 человек (на 31 декабря 2007 года). Официальный код — 0180.